# Kanton Villefranche-sur-Mer
Kanton Villefranche-sur-Mer (francouzsky Canton de Villefranche-sur-Mer) je francouzský kanton v departementu Alpes-Maritimes v regionu Provence-Alpes-Côte d'Azur. Tvoří ho šest obcí.

## Obce kantonu
- Beaulieu-sur-Mer
- Cap-d'Ail
- Èze
- Saint-Jean-Cap-Ferrat
- La Turbie
- Villefranche-sur-Mer